# 亞秋基
49°29′18″N 30°51′35″E / 49.48833°N 30.85972°E
亞秋基（烏克蘭語：Яцюки）是位於烏克蘭北部的村莊，由基辅州奧布希夫區的博胡斯拉夫市鎮負責管轄。該村面積2.7平方公里，海拔高度151米，2001年人口263，人口密度每平方公里97.4人。